# ارين ويليام
ارين ويليام (22 يوليو 1862 في المملكة المتحدة - 5 فبراير 1934 في المملكة المتحدة) (بالإنجليزية: Warren Hale)‏ هو لاعب كريكت بريطاني (وحمل سابقاً جنسية المملكة المتحدة لبريطانيا العظمى وأيرلندا). لعب مع نادي مقاطعة ميدلسكس للكريكت ‏ ونادي مارليبون للكريكت ‏.

## وصلات خارجية
- ارين ويليام على موقع إي آس بي آن كريك إنفو (الإنجليزية)